# 쿡 해협

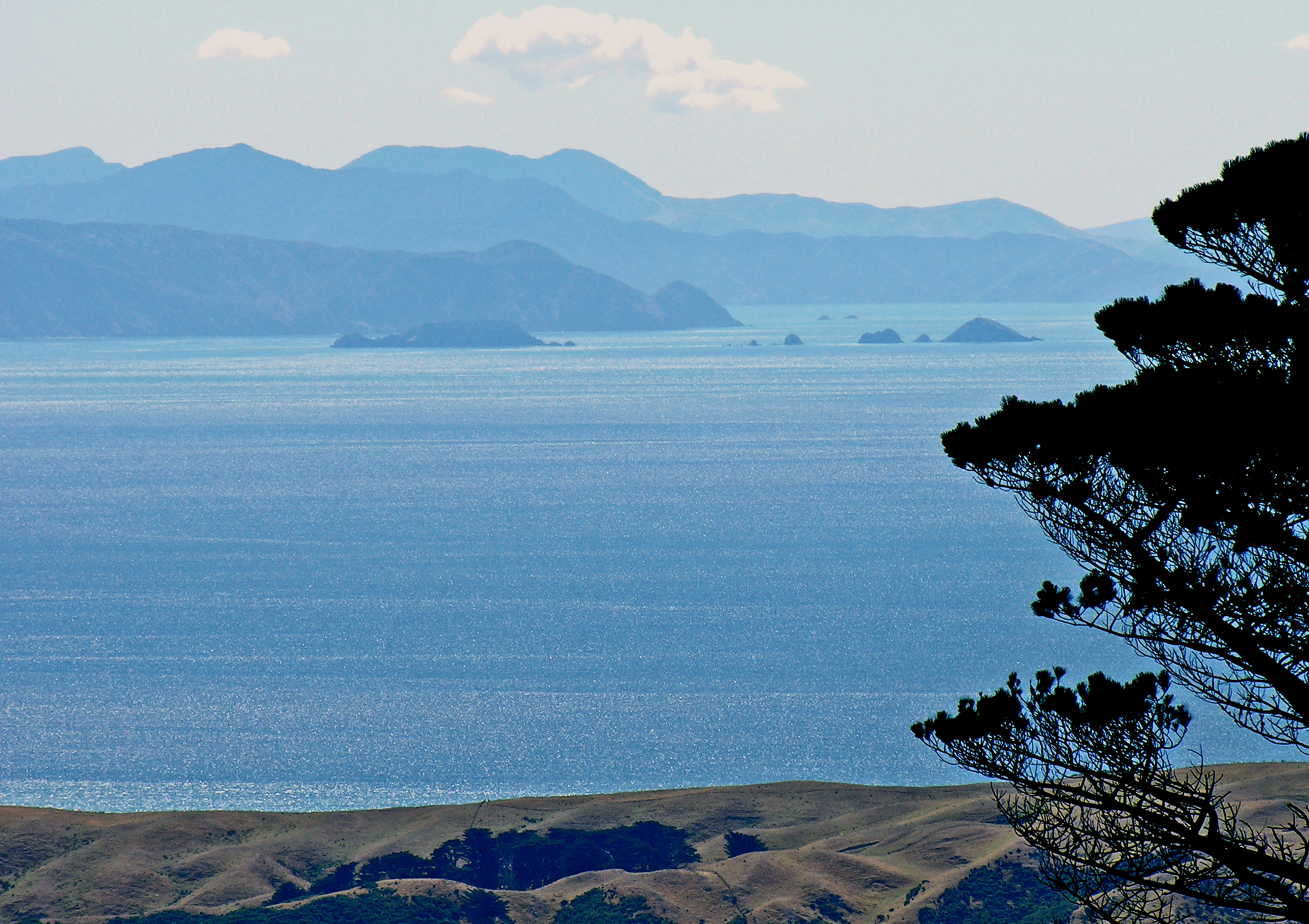

쿡 해협(Cook Strait)은 뉴질랜드의 북섬과 남섬 사이에 있는 해협이다. 태즈먼해와 남태평양을 이으며, 폭이 가장 좁은 곳은 23km이다. 북섬 측에 수도인 웰링턴이 있다. 뉴질랜드를 처음 탐험한 유럽인인 제임스 쿡 선장의 이름을 따서 붙여졌다.